# Sonya Walger
Sonya Walger (Londres; 6 de junio de 1974) es una actriz británica nacionalizada estadounidense que ha aparecido en diversas series de televisión estadounidenses.  Tuvo papeles protagonistas en las comedias de corta duración The Mind of the Married Man (2001-2002) y Coupling (2003) antes de conseguir su papel de Penny Widmore en la serie dramática de ABC Lost (2006-2010). Más tarde, Walger actuó en Tell Me You Love Me (2007), FlashForward (2009-2010), Common Law (2012), The Catch (2016-2017) y For All Mankind (2019-2022).

## Biografía
Walger nació en Hampstead, Londres, hija de padre argentino (Leonidas Walger), y de madre inglesa, vivió desde niña en la ciudad de Londres con su madre. Cuando Sonya tenía 10 años sus padres se divorciaron y su padre volvió a Argentina. Estudió en la escuela independiente Wycombe Abbey School y a los 18 años, vivió un año en Buenos Aires. Estudió literatura en Christ Church, Oxford. Walger, al crecer en un hogar multilingüe, domina español e inglés y aprendió a hablar francés con fluidez.

## Trayectoria
Walger comenzó su carrera en la televisión británica. En 1998, participó como invitada en un episodio de la serie policíaca de ITV Midsomer Murders. En 1999 tuvo un papel recurrente en la comedia de la BBC Goodnight Sweetheart y apareció en dos episodios de la serie policíaca The Vice. También en 1999, interpretó a Hilde, la hija del magnate de la prensa Max Van der Vuurst, en la historia de Heat of the Sun «The Sport of Kings». Al año siguiente, Walger debutó en el cine en el drama biográfico Eisenstein. En 2001, se trasladó a Estados Unidos y fue elegida para interpretar a Donna Barnes en la serie cómica de HBO «La mente del hombre casado». La serie se canceló tras dos temporadas. En 2003, protagonizó la versión estadounidense de corta duración de Coupling, emitida por la NBC. En 2004, Walger interpretó a Nicole Noone junto a Noah Wyle en el telefilme de TNT The Librarian: En busca de la lanza, por la que fue nominada al Premio Saturn a la mejor actriz de reparto en televisión.
De 2006 a 2010, Walger tuvo un papel recurrente como Penny Widmore en la serie dramática de la ABC, Lost. También tuvo papeles recurrentes en Sleeper Cell, CSI: NY y Terminator: Las crónicas de Sarah Connor. En 2007, Walger apareció en la producción original de Broadway de Frost/Nixon, en el papel de Charlotte Cushing, la entonces novia de David Frost. Después protagonizó la controvertida serie de HBO Tell Me You Love Me. La serie adquirió notoriedad incluso antes de que se emitiera el primer episodio, debido a la frecuencia y el carácter extremadamente realista de sus escenas de sexo. A pesar de los insistentes rumores en sentido contrario, varias personas íntimamente relacionadas con la serie confirmaron finalmente que estas escenas eran simuladas. En referencia a la masturbación manual que aparentemente Walger realizó al actor Adam Scott al final del episodio piloto, la directora Patricia Rozema y las coprotagonistas de Walger, Ally Walker y Jane Alexander, también negaron explícitamente que se hubiera practicado sexo real en el plató. La serie se canceló tras una sola temporada.
De 2009 a 2010, Walger interpretó a Olivia Benford, cirujana y esposa del agente del FBI Mark Benford (Joseph Fiennes) en la serie de la ABC FlashForward. Más tarde, en 2010, apareció como Julia en la tercera temporada de la serie dramática de HBO In Treatment. Interpretó a la esposa de John Cusack en el thriller policíaco directo a vídeo de 2011 The Factory. En 2012, fue miembro regular del reparto de la serie de corta duración de USA Network Common Law. En 2013, Walger tuvo un breve papel en la comedia cinematográfica Admission, como becaria de Virginia Woolf. De 2013 a 2014, Walger apareció en la serie dramática de la NBC Parenthood.
En 2014, Walger actuó como invitada en la serie Scandal, de Shonda Rhimes, en el papel de Katherine Winslow. Al año siguiente, Walger formó parte del reparto de la nueva serie de Rhimes The Catch, coprotagonizada junto a Mireille Enos y Peter Krause.
En 2019, Walger protagonizó a la astronauta de la NASA Molly Cobb en la primera temporada de la serie dramática espacial de ciencia ficción original de Apple TV+ For All Mankind. En 2021 y 2022, Walger regresó para las temporadas dos y tres.
En 2023, Walger anunció que había escrito un libro, Lion, sobre su padre, que se publicaría en 2025.

## Filmografía

### Cine y televisión
- Midsomer Murders - Becky Smith (1 episodio, 1998)
- Heat of the Sun (1998) Miniserie - Hilde van der Vuurst
- All the King's Men (1999) (TV) - Lady Frances
- Dangerfield - Ana Mogollón Cabrera (1 episodio, 1999)
- Goodnight Sweetheart - Flic (3 episodios, 1999)
- Noah's Ark (1999) (TV) - Miriam
- The Vice - Emma (2 episodios, 1999)
- The Search for John Gissing (2001) - Hermana Mary
- The Mind of the Married Man - Donna Barnes (20 episodios, 2001-2002)
- Coupling - Sally Harper (9 episodios, 2003)
- The Librarian: Quest for the Spear (2004) (TV) - Nicole Noone
- CSI: NY - Jane Parsons (10 episodios, 2004-2006)
- Sleeper Cell - Agente Especial Patrice Serxner (5 episodios, 2005-2006)
- Numb3rs - Susan Berry (1 episodio, 2006)
- Lost - Penny Widmore (11 episodios, 2006-2010)[11]
- Tell Me You Love Me - Carolyn (10 episodios, 2007)
- Terminator: The Sarah Connor Chronicles - Michelle Dixon (5 episodios, 2008)
- Sweet Nothing in My Ear (2008) (TV) - Joanna Tate
- Flashforward - Olivia Benford (2009-2010)
- The Factory - Shelley (2011)
- Common Law - Dra. Emma Ryan (2012)
- Elementary - Angela White (1 episodio, 2014)
- Anon (2018) - Kristen
- The Catch
- For All Mankind - Molly Cobb (2019)